# Aras Kaya
Aras Kaya (* 4. April 1994 in Kapsabet als Amos Kibitok) ist ein türkischer Leichtathlet kenianischer Herkunft, der im Langstreckenlauf sowie im Hindernislauf an den Start geht.

## Sportliche Laufbahn
Erste Erfahrungen bei internationalen Meisterschaften sammelte Aras Kaya im Jahr 2016, als er bei den Europameisterschaften in Amsterdam in 8:29,91 min die Silbermedaille über 3000 m Hindernis hinter dem Franzosen Mahiedine Mekhissi gewann und im 5000-Meter-Lauf in 13:47,42 min den neunten Platz belegte. Anschließend nahm er im Hindernislauf an den Olympischen Sommerspielen in Rio de Janeiro teil und verpasste dort mit 8:32,35 min den Finaleinzug. Im Dezember startete er bei den Crosslauf-Europameisterschaften und siegte dort in 27:39 min und gewann in der Teamwertung die Bronzemedaille hinter den Teams aus dem Vereinigten Königreich und Spanien. Im Jahr darauf gelangte er bei den Halleneuropameisterschaften in Belgrad mit 8:16,36 min auf Rang zwölf im 3000-Meter-Lauf und kurz darauf gewann er bei den Crosslauf-Weltmeisterschaften in Kampala in 22:37 min gemeinsam mit Meryem Akdağ, Ali Kaya und Yasemin Can die Bronzemedaille in der Mixed-Staffel hinter den Teams aus Kenia und Äthiopien. Im Mai sicherte er sich bei den Islamic Solidarity Games in Baku in 8:32,68 min die Bronzemedaille im Hindernislauf hinter dem Marokkaner Mohamed Tindouft und Mohamed Ismail Ibrahim aus Dschibuti. Im Dezember gelangte er dann bei den Crosslauf-Europameisterschaften in Šamorín mit 30:14 min auf Rang sieben im Einzelbewerb und gewann in der Teamwertung die Goldmedaille. 2018 belegte er bei den Mittelmeerspielen in Tarragona in 8:59,48 min den zehnten Platz im Hindernislauf und anschließend konnte er bei den Europameisterschaften in Berlin sein Rennen über 10.000 Meter nicht beenden. Im Dezember gewann er bei den Crosslauf-Europameisterschaften in Tilburg in 28:56 min die Bronzemedaille hinter dem Norweger Filip Ingebrigtsen und Isaac Kimeli aus Belgien und sicherte sich im Team erneut die Goldmedaille.
Bei den Crosslauf-Weltmeisterschaften 2019 in Aarhus gelangte er mit 33:25 min auf Rang 26 und Anfang September siegte er bei den Balkan-Meisterschaften in Prawez in 8:39,35 min über 3000 m Hindernislauf. Im Dezember siegte er in 30:10 min im Einzelbewerb bei den Crosslauf-Europameisterschaften in Lissabon, nachdem der ursprüngliche Sieger Robel Fsiha aus Schweden wegen eines Dopingverstoßes disqualifiziert worden war. Bei den Halbmarathon-Weltmeisterschaften 2020 in Gdynia gelangte er mit 1:00:51 h auf Rang 24 und im Jahr darauf gewann er bei den Crosslauf-Europameisterschaften 2021 in Dublin in 30:29 min die Silbermedaille hinter dem Norweger Jakob Ingebrigtsen. 2022 startete er über 5000 Meter bei den Mittelmeerspielen in Oran und belegte dort in 13:44,67 min den vierten Platz. Im August wurde er bei den Islamic Solidarity Games in Konya in 13:56,90 min bzw. 28:34,71 min jeweils Vierter über 5000 und 10.000 Meter und kurz darauf gelangte er bei den Europameisterschaften in München mit 28:23,77 min auf Rang 15 über 10.000 Meter. Im Dezember wurde Kaya wegen Dopings mit Epo für drei Jahre gesperrt.
2020 wurde Kaya türkischer Meister im 5000-Meter-Lauf.

## Persönliche Bestleistungen
- 3000 Meter: 7:57,67 min, 29. August 2020 in Bursa
  - 3000 Meter (Halle): 7:54,63 min, 17. Februar 2017 in Istanbul
- 5000 Meter: 13:23,91 min, 3. August 2015 in Tscheboksary
  - 5000 Meter (Halle): 13:31,85 min, 17. Februar 2015 in Moskau
- 10.000 Meter: 27:48,53 min, 2. Mai 2015 in Mersin
- Halbmarathon: 1:00:51 h, 17. Oktober 2020 in Gdynia
- 3000 m Hindernis: 8:29,91 min, 8. Juli 2016 in Amsterdam